# Šešma
Šešma (rusky Шешма, tatarsky Чишмә nebo Çişmä) je řeka v Tatarstánu s horním tokem v Samarské oblasti v Rusku. Je dlouhá 259 km. Povodí řeky je 6040 km².

## Průběh toku
Pramení na Bugulmsko-belebejské vrchovině. Je levým přítokem Kamy. Ústí do Kamského zálivu Kujbyševské přehrady.

## Vodní režim
Zdrojem vody jsou převážně sněhové srážky. Průměrný roční průtok vody ve vzdálenosti 86 km od ústí činí 11,1 m³/s. Zamrzá v listopadu až na začátku prosince a rozmrzá v dubnu, kdy také dosahuje nejvyšších vodních stavů.

## Využití
Využívá se pro zásobování vodou.